# Justicia huambensis
Justicia huambensis är en akantusväxtart som beskrevs av M. Hedrén. Justicia huambensis ingår i släktet Justicia och familjen akantusväxter. Inga underarter finns listade i Catalogue of Life.